# K.K. Partizan 2013-2014
Questa pagina raccoglie le informazioni riguardanti il Košarkaški klub Partizan nelle competizioni ufficiali della stagione 2013-2014.

## Roster
| N° | Naz.                   | Ruolo | Sportivo             |  | Alt. |  |
| -- | ---------------------- | ----- | -------------------- |  | ---- |  |
| 4  | Serbia (bandiera)      | AP    | Milenko Tepić        |  | 202  |  |
| 5  | Serbia (bandiera)      | P     | Petar Aranitović     |  | 194  |  |
| 7  | Francia (bandiera)     | C     | Joffrey Lauvergne    |  | 210  |  |
| 8  | Serbia (bandiera)      | AP    | Aleksandar Pavlović  |  | 201  |  |
| 9  | Francia (bandiera)     | P     | Léo Westermann       |  | 198  |  |
| 9  | Serbia (bandiera)      | P     | Vanja Marinković     |  | 195  |  |
| 10 | Francia (bandiera)     | P     | Boris Dallo          |  | 196  |  |
| 11 | Serbia (bandiera)      | C     | Nikola Milutinov     |  | 212  |  |
| 12 | Serbia (bandiera)      | GA    | Dragan Milosavljević |  | 198  |  |
| 13 | Serbia (bandiera)      | G     | Bogdan Bogdanović    |  | 198  |  |
| 14 | Serbia (bandiera)      | C     | Đorđe Gagić          |  | 210  |  |
| 15 | Serbia (bandiera)      | C     | Dejan Musli          |  | 212  |  |
| 18 | Serbia (bandiera)      | C     | Đoko Šalić           |  | 210  |  |
| 19 | Serbia (bandiera)      | AP    | Mihajlo Andrić       |  | 201  |  |
| 21 | Stati Uniti (bandiera) | G     | Tarence Kinsey       |  | 198  |  |
| 33 | Serbia (bandiera)      | AG    | Nemanja Bezbradica   |  | 207  |  |
| 44 | Lettonia (bandiera)    | AP    | Dāvis Bertāns        |  | 208  |  |
|    | Montenegro (bandiera)  | All.  | Duško Vujošević      |  |      |  |